# Orden des Grunwald-Kreuzes
Der Orden des Grunwald-Kreuzes (polnisch: Order Krzyża Grunwaldu) war eine Auszeichnung des kommunistischen Polen, die am 8. November 1943 gestiftet wurde und an Soldaten (für „Tapferkeit, Verdienste bei der Organisation der Streitkräfte und erfolgreiche militärische Aktionen“), militärische Einheiten, Woiwodschaften und Städte vergeben wurde. Seit 1987 wird der Orden nicht mehr verliehen, 1992 wurde er ausgesetzt.

## Geschichte
Der Orden wurde im Hauptquartier der Armia Ludowa, der polnischen kommunistischen Untergrundorganisation, erdacht und gestiftet. Die Krajowa Rada Narodowa genehmigte die Auszeichnung im Februar 1944 nachträglich, am 22. Dezember 1944 stiftete das Lubliner Komitee die Auszeichnung erneut. Die ersten Exemplare wurden von den Sowjets in der Fabrik Gosnak hergestellt. Auch die Regierung der VR Polen genehmigte und erneuerte die Auszeichnung am 17. Februar 1960. Vergeben wurde der Orden vor allem an sowjetische Militärs, die an der Wiedereinnahme Polens beteiligt waren. 
1987 wurden die Verleihungen eingestellt, 1992 wurde der Orden diskontinuiert. Eine seit 2000 in Polen existierende „Vereinigung der Träger des Orden des Grunwald-Kreuzes“ setzt sich für die Neustiftung der Auszeichnung ein. 
Vergeben wurde die Auszeichnung in drei Klassen, Name und Aussehen des Ordens erinnern an die Schlacht bei Grunwald (1410), im Deutschen als Schlacht bei Tannenberg bekannt.

## Verleihungszahlen
Bis Ende 1945 sind insgesamt 2.681 Verleihungen zu verzeichnen (27-mal I. Klasse, 61-mal 2. Klasse, 2.593- mal III. Klasse), bis 1983 sind 5.738 Verleihungen zu verzeichnen (71-mal I. Klasse, 346-mal II. Klasse, 5321-mal III. Klasse).

## Trivia
Auf der 1974er Ausgabe des 50-Złoty-Scheines war der Orden abgebildet.